# Ross Fountain
Ross Fountain és una font decorativa de mitjan segle xix, realitzada en ferro i situada al west end de Princes Street Gardens, a Edimburg. Les figures que es representen en la mateixa inclouen sirenes i quatre dones identificades amb la ciència, les arts, la poesia i la indústria. Una última figura femenina s'aixeca en la cúspide del monument.
Després d'haver estat fosa a Durenne Ironworks (Haute-Marne) a principis dels anys 1860, va ser exhibida en la Gran Exposició de Londres de l'any 1862, on va ser vista pel filantrop i fabricador d'armes Daniel Ross, qui la va comprar per a la Ciutat de Edimburg. Va ser transportada en 122 peces, arribant a Leith l'any 1869.
Després de grans deliberacions sobre el lloc més apropiat en el qual hauria de col·locar-se, es va instal·lar a Princes Street Gardens l'any 1872. Va haver-hi molta controvèrsia durant l'època, especialment d'Edward Bannerman Ramsay, degà de la propera Església de St John's, que la va descriure com "extremadament indecent i vergonyós".
L'any 2001, una ordre de l'alcaldia va permetre que l'aigua tornés a córrer per primera vegada des de 1996.
Ross Fountain és un edifici de la categoria B (Grade B listed structure).